# Macalpinomyces tilletioides
Macalpinomyces tilletioides är en svampart som beskrevs av Vánky 2005. Macalpinomyces tilletioides ingår i släktet Macalpinomyces och familjen Ustilaginaceae.   Inga underarter finns listade i Catalogue of Life.